# Medaille „Für die Befreiung Prags“

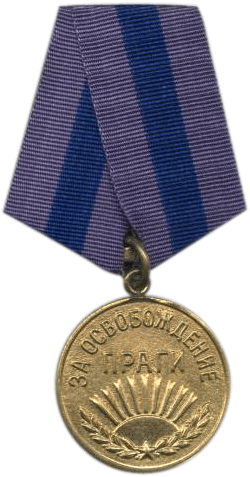
Avers der Medaille

Die Medaille „Für die Befreiung Prags“ (russisch Медаль „За освобождение Праги“) war eine sowjetische Auszeichnung während des Zweiten Weltkrieges im Zuge der Prager Operation, die auch zur Eroberung Prags durch die Rote Armee führte. Ihre Stiftung erfolgte durch Josef Stalin 1945. Die Verleihung erfolgte an all jene Angehörigen der Roten Armee, die vom 3. bis zum 9. Mai 1945 an der Befreiung Prags beteiligt waren. Mit Stand 1995 war die Medaille an 400.000 Personen verliehen worden.

## Aussehen und Trageweise
Die bronzefarbene Medaille zeigt auf ihrem Avers zwei unten gekreuzte, nach oben hin gebogene viertelkreisförmige und offene Lorbeerzweige, die an ihrem unteren Kreuzpunkt durch einen Sowjetstern verbunden sind. Zwischen den gebogenen Lorbeerzweigen geht eine strahlende Sonne auf. Der obere Medaillenrand wird von der halbkreisförmigen Umschrift: За освобождение (Für die Befreiung) bestimmt und die darunter waagerecht liegende Inschrift: Праги (Prags). Das Revers zeigt die dreizeilige Inschrift: 9 / МАЯ / 1945, das Datum der endgültigen Einnahme Prags. Darunter ist ebenfalls ein Sowjetstern dargestellt. 
Getragen wurde die Medaille an der linken oberen Brustseite des Beliehenen an einer langgestreckten pentagonalen stoffbezogenen Spange, deren Grundfarbe lila ist. In dieses Band ist senkrecht ein blauer Mittelstreifen eingewebt. Die dazugehörige Interimsspange ist von gleicher Beschaffenheit.